# Alberto Ammann
Alberto Ammann (ur. 20 października 1978 w Córdobie) – argentyńsko-hiszpański aktor filmowy i telewizyjny. W 2010 roku został laureatem nagrody Goya za rolę w filmie Cela 211 w kategorii najlepszego debiutującego aktora.
Odtwórca roli kolumbijskiego herszta narkotykowego Pacha Herrery w serialach Narcos i Narcos: Meksyk.

## Filmografia

### Filmy
- 2009: Cela 211 jako Juan Oliver
- 2010: Lope jako Lope
- 2011: Eva jako David Garel
- 2012: Najeźdźca jako Pablo
- 2013: Egzamin z morderstwa jako Gonzalo Ruiz Cordera
- 2013: Combustión jako Navas
- 2013: Anna jako Tom Ortega
- 2014: Betibú jako Mariano Saravia
- 2015: Oliver's Deal jako Ricardo
- 2017: Lazaro: An Improvised Film jako Tino
- 2018: Tócate
- 2018: La octava dimensión jako Javier
- 2019: Milczenie łowcy jako Orlando Venneck
- 2020: Inocencia
- 2020: Rok furii jako Diego
- 2022: Presencias jako Victor
- 2022: Overdose jako Eduardo Garcia
- 2022: Upon Entry jako Diego

### Seriale TV
- 2008: Plan América jako Capitán Mateo
- 2010: No soy como tú jako Alberto
- 2015–2017: Narcos jako Pacho Herrera
- 2016–2018: Mars jako Javier Delgado
- 2017: Na złej drodze jako Miguel
- 2018–2021 Narcos: Meksyk jako Pacho Herrera
- 2020: Relatos con-fin-a-dos jako Carlos
- 2022: Bardzo długa noc jako Hugo Roca[3]